# Philipp-Müller-Medaille

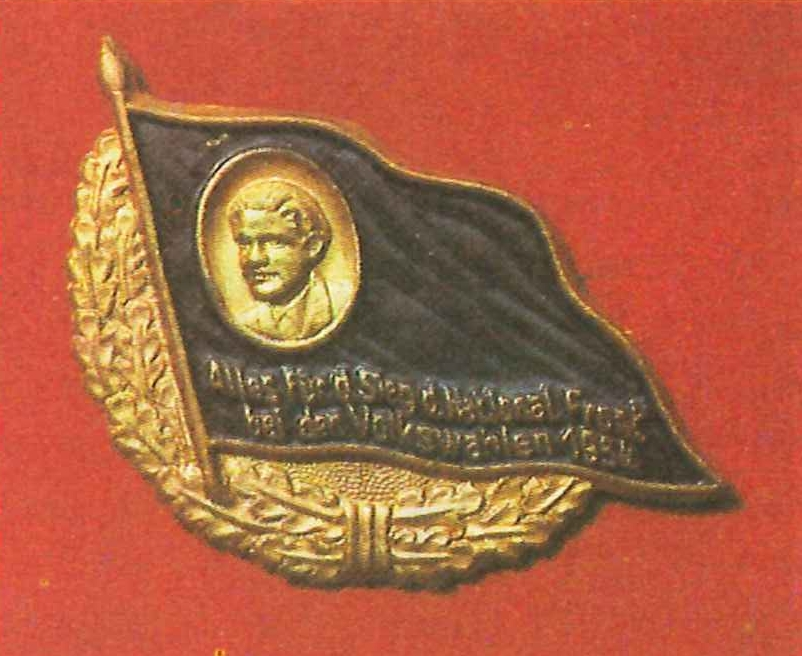
Die Philipp-Müller-Medaille.

Die Philipp-Müller-Medaille war in der Deutschen Demokratischen Republik (DDR) eine nichtstaatliche Auszeichnung der Freien Deutschen Jugend (FDJ), welche anlässlich der Volkskammerwahlen in der DDR am 17. Oktober 1954 gestiftet wurde. Die Verleihung erfolgte an FDJ-Mitglieder, welche bei der Vorbereitung und Durchführung der Volkswahl hervorragende Leistungen vollbracht hatten.

## Aussehen und Trageweise
Die Medaille hat die Form einer wehenden blauen Flagge mit dem Bildnis von Philipp Müller. Darunter ist die zweizeilige Inschrift: Alles für d. Sieg d. National. Front / bei den Volkswahlen 1954 zu lesen. Es existieren auch Exemplare der Medaille mit einer roten Fahne. Umschlossen wird die Flagge am linken und unteren Rand von einem Eichenlaubkranz. Getragen wurde sie an der linken oberen Brustseite des Beliehenen.

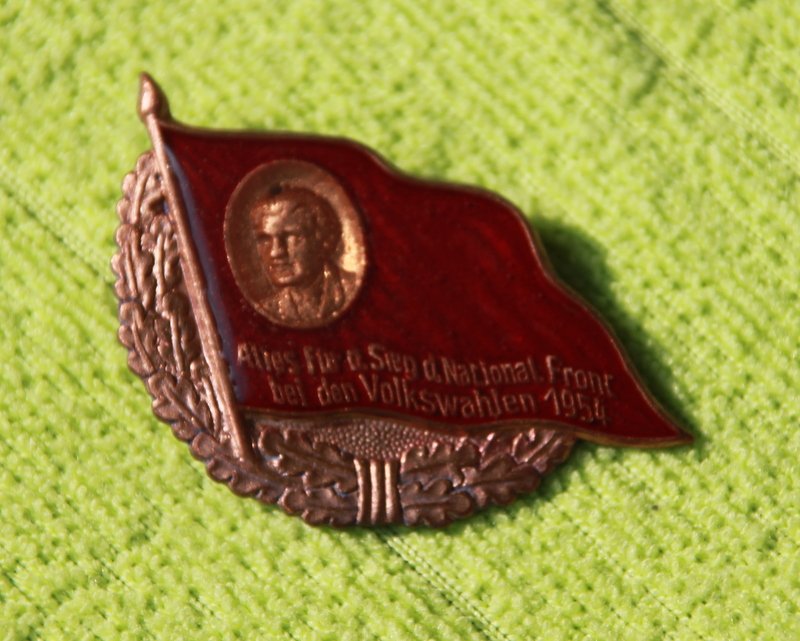
Die Philipp-Müller-Medaille mit roter Fahne